# Batalla de Devina
La batalla de Devina ocurrió el 17 de julio de 1279, cerca de la pequeña fortaleza de Devina, cerca de la moderna ciudad de Kotel, en la provincia de Burgas en el sur de Bulgaria. Ivailo de Bulgaria atacó al ejército bizantino enviado para ayudar a su rival por la corona Iván Asen III. 

## Orígenes del conflicto
En 1277 en un levantamiento popular encabezado por Ivailo que estalló en el noreste de Bulgaria contra la incapacidad del zar Constantino Tij Asen para hacer frente a la constante invasión de los mongoles que devastaron el país durante años. El emperador bizantino Miguel VIII Paleólogo decidió hacer uso de la inestabilidad en Bulgaria. Envió un ejército para imponer a su aliado Iván Asen III en el trono. Iván Asen III obtuvo el control de la zona comprendida entre Vidin y Cherven. Ivailo fue asediado por los mongoles en Drastar (Silistra) y la nobleza en la capital de Tarnovo aceptando a Iván Asen III por zar. 

## La batalla
Sin embargo, ese mismo año Ivailo logró hacer un gran avance en Drastar y se dirigió a la capital. Con el fin de ayudar a su aliado, Miguel VIII envió un ejército de 10 000 hombres hacia Bulgaria bajo el mando de Murin. Cuando Ivailo supo lo de la campaña abandonó su marcha a Tarnovo. Aunque sus tropas estaban en inferioridad numérica, el líder búlgaro atacó a Murin en el paso de Kotel el 17 de julio de 1279 y los bizantinos fueron derrotados por completo. Muchos de ellos perecieron en la batalla, mientras que el resto fueron capturados y posteriormente asesinados por órdenes de Ivailo.

## Consecuencias
Después de la derrota, Miguel VIII envió otro ejército de 5000 soldados comandados por Aprin pero también fue derrotado por Ivailo antes de llegar a las montañas de los Balcanes. Sin apoyo, Iván Asen tuvo que huir a Constantinopla. El conflicto interno de Bulgaria siguió hasta 1280, cuando Ivailo tuvo que huir con los mongoles y Jorge I Terter ascendió al trono. 